# Anaulacomera schunkei
Anaulacomera schunkei is een rechtvleugelig insect uit de familie sabelsprinkhanen (Tettigoniidae). De wetenschappelijke naam van deze soort is voor het eerst geldig gepubliceerd in 1918 door Caudell.